# Anisoceraea
Anisoceraea is een kevergeslacht uit de familie van de boktorren (Cerambycidae). De wetenschappelijke naam van het geslacht werd voor het eerst geldig gepubliceerd in 1922 door Schmidt.

## Soorten
Anisoceraea is monotypisch en omvat slechts de volgende soort:
- Anisoceraea occidentalis (Hintz, 1919)